# Walter Krüger (General)

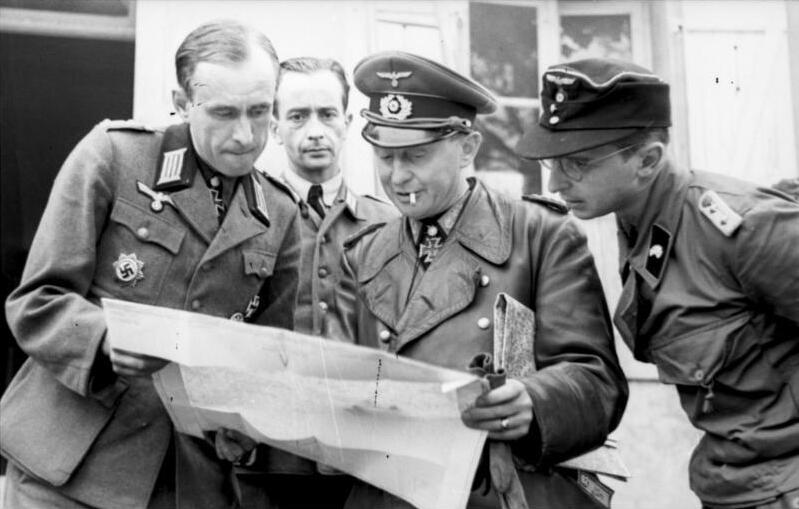
General der Panzertruppe Walter Krüger (Mitte) mit Oberst Heinrich-Walter Bronsart von Schellendorff (links) im Juni 1944 in Frankreich

Walter Krüger (* 23. März 1892 in Zeitz; † 11. Juli 1973 in Baden-Baden) war ein deutscher General der Panzertruppe im Zweiten Weltkrieg.

## Leben
Krüger trat am 17. März 1910 als Offiziersanwärter in das Königlich Sächsische Infanterie-Regiment Nr. 181 ein. Im Oktober erfolgte seine Kommandierung an die Kriegsschule Metz, seine Ernennung zum Fähnrich am 7. November 1910 sowie seine Versetzung zum Königlich Sächsischen Husaren-Regiment Nr. 19 am 20. Februar 1911. Bei diesem Regiment verblieb Leutnant Krüger (seit 18. August 1911) bis Ausbruch des Ersten Weltkriegs und kam als Zugführer mit dem Reserve-Ulanen-Regiment Nr. 18 an die Westfront. Hier wurde er am 21. Oktober 1915 zum Oberleutnant befördert und als Ordonnanzoffizier beim Stab der 24. Reserve-Division (2. Königlich Sächsische) eingesetzt. Im Mai 1916 übernahm er als Chef eine Kompanie im Reserve-Infanterie-Regiment Nr. 107. Ab 1917 war Krüger dann wieder im Divisionsstab tätig und erhielt nach seiner Beförderung zum Rittmeister am 18. August 1918 das Kommando über ein Bataillon im Schützen-Regiment Nr. 108.
Nach Kriegsende erfolgte am 18. Dezember 1918 seine Rückversetzung zum Husaren-Regiment Nr. 19 sowie seine Übernahme in die Reichswehr. Er kam dann in das 12. (Sächsisches) Reiter-Regiment und übernahm im August 1923 die I. Eskadron in Grimma. Von dort wechselte er am 1. April 1929 in den Stab der 2. Kavalleriedivision nach Breslau. Unter gleichzeitiger Beförderung zum Major versetzte man Krüger am 1. Oktober 1931 als Referent in der Kavallerie-Abteilung (In 3) in das Reichswehrministerium nach Berlin. Von 1934 bis 1936 war er zudem Mitglied des Reiter-Komitees des Deutschen Olympischen Komitees zur Vorbereitung auf die Sommerspiele 1936. In diesem Zeitraum erhielt Krüger am 1. Oktober 1934 die Beförderung zum Oberstleutnant. Nach Beendigung der Spiele ernannte man ihn am 1. Oktober 1936 zum Chef der Kavallerie-Abteilung im Reichskriegsministerium und ein Jahr zum Kommandeur des Kavallerie-Regiments 10. Bereits am 1. April 1937 war er Oberst geworden.

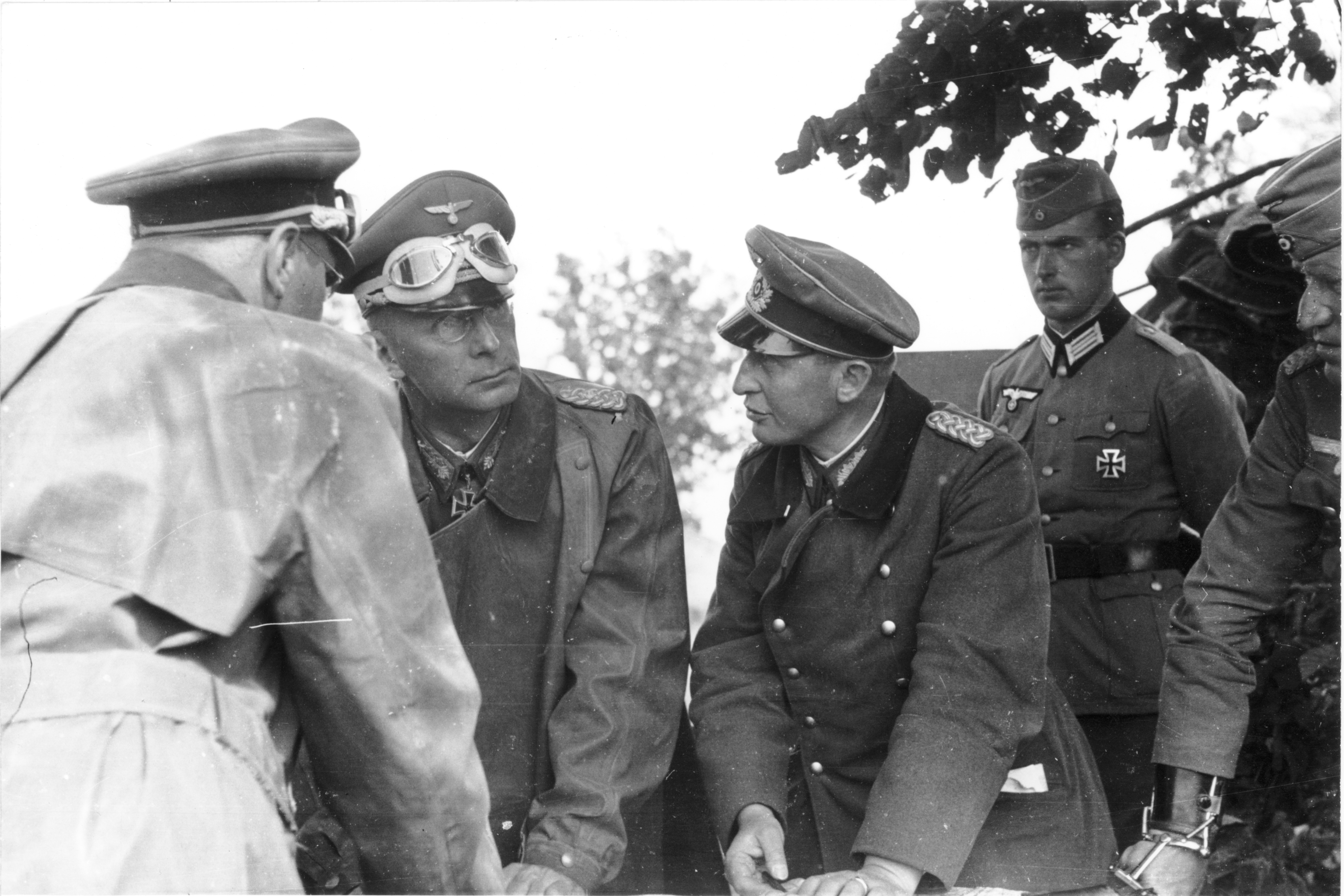
Walter Krüger (1941) (3 v.l.)

Mit Beginn des Zweiten Weltkriegs erhielt Krüger das Kommando über das Reserve-Infanterie-Regiment 171 und wurde am 3. November 1939 mit der Führung der 1. Schützen-Brigade beauftragt. Am 15. Februar 1940 erhielt er schließlich das Kommando über die Einheit und kam damit im Westfeldzug zum Einsatz. Krüger wurde am 1. April 1941 zum Generalmajor befördert und als solcher nach dem Angriff auf die Sowjetunion ab 17. Juli 1941 mit der Führung der 1. Panzer-Division beauftragt. Ab 12. Januar 1942 wurde er dann schließlich zum Kommandeur ernannt und am 1. Oktober 1942 zum Generalleutnant befördert. Ende 1943 gab Krüger das Kommando ab, um ab 1. Januar 1944 die Führung des LVIII. Panzerkorps zu übernehmen. Unter gleichzeitiger Beförderung zum General der Panzertruppe erhielt Krüger am 1. Februar 1944 die Ernennung zum Kommandierenden General des Panzerkorps. Er gab das Kommando am 24. März 1945 ab und wurde bis 9. April 1945 in die Führerreserve versetzt. Anschließend setzte man Krüger als Kommandierenden General des stellvertretenden Generalkommandos und Befehlshaber im Wehrkreis IV ein. Als solcher geriet er nach der deutschen Gesamtkapitulation am 10. Mai 1945 in britische Kriegsgefangenschaft. Später befand er sich in US-amerikanischer Kriegsgefangenschaft, aus der er am 26. Juni 1947 entlassen wurde.

## Auszeichnungen
- Eisernes Kreuz (1914) II. und I. Klasse[1]
- Ritterkreuz des Militär-St. Heinrichs-Ordens[1]
- Ritterkreuz II. Klasse des Sächsischen Verdienstordens mit Schwertern[1]
- Ritterkreuz II. Klasse des Albrechts-Ordens mit Schwertern[1]
- Spange zum Eisernen Kreuz II. und I. Klasse
- Ritterkreuz des Eisernen Kreuzes mit Eichenlaub[2]
  - Ritterkreuz am 15. Juli 1941
  - Eichenlaub am 24. Januar 1944 (373. Verleihung)
- Deutsches Kreuz in Gold am 27. August 1942[2]